# 14 de agosto nos Jogos Olímpicos de Verão de 2016
14 de agosto de 2016 nos Jogos Olímpicos de Verão de 2016 será o décimo segundo dia de competições.

## Esportes
| - Atletismo - Badminton - Basquetebol - Boxe - Ciclismo - Esgrima - Ginástica - Golfe | - Halterofilismo - Handebol - Hipismo - Hóquei sobre a grama - Lutas - Nado sincronizado - Polo aquático | - Saltos ornamentais - Tênis - Tênis de mesa - Tiro - Vela - Voleibol - Voleibol de praia |